# Рангел Абушев
Рангел Абушев е български футболист, играещ като нападател за „Спартак“ (Варна).

## Кариера
Започва кариерата си в „Марица“ (Пловдив) в Б група. Става голмайстор на отбора само на 19 години и предизвиква интереса на редица елитни отбори, сред които са „Литекс“ и „Левски“. През 2009 г. преминава във „Вихрен“, където в дебютния си мач на стадиона в Сандански вкарва със задна ножица. Изиграва 11 мача, в които вкарва 3 гола, и на полусезона е привлечен в „Локомитив“ (Пловдив). Там прави дебют в А група срещу „Своге“, като в състава тогава личат имената на Здравко Лазаров, Данчо Тодоров, Гара Дембеле, Кирил Котев и др. Вкарва 1 гол в 11 мача, като отбелязва с глава още в първия си мач, като титуляр срещу „Пирин“ (Благоевград). Абушев изкарва един сезон в „Берое“, преди да се върне в тима на смърфовете и да стане голмайстор за 2012/2013 г. в селекцията на Стефан Генов. Общо за „Локомотив“ записва 40 мача и вкарва 9 гола, като е избран за футболист номер 2 на феновете за сезона, след Христо Златински.
След силен сезон за „Локомотив“ Абушев преминава в столичния ЦСКА. За тима на червените обаче записва само 3 срещи, преди да напусне след скандал с треньора. Нападателят доиграва сезона в „Славия“, където играе в 7 мача, но не успява да вкара гол.
През сезон 2014/15 носи екипа на кипърския „Еносис Паралимни“ и е трансфериран в Агия Напа, но поради документални неуредици в началото на 2015 г. се завръща в България с екипа на „Марек“. За дупничани се разписва веднъж, донасяйки победата с 1:0 над „Славия“.
През лятото на 2015 г. подписва договор до 2017 г. със „Сибир“ (Новосибирск). Нападателят обаче е картотекиран чак през февруари 2016 г. Дебютира срещу „Балтика“ (Калининград) на 20 март 2016 г., влизайки като резерва. На 15 август 2016 разтрогва договора си и става свободен агент. Получава предложения от няколко клуба, но ги отхвърля. След разговор с мениджъра си решава да премине в „Спартак“ (Плевен). На 6 септември е обявен за ново попълнение на плевенчани.